# خيتي الثاني
خيتي الثاني، (نوموس) (بالإنجليزية: Kheti II)‏، هو الملك الفرعوني الرابع من ملوك الأسرة المصرية العاشرة في عصر الدولة القديمة خلال الفترة الانتقالية الأولى (2181-2055 قبل الميلاد).

## حياته
كان ملك من ملوك الأسر ذات السلالات الطويلة من نوموس في أسيوط ذات الروابط القوية من الولاء والصداقة تجاه سلالة تيف ايبي نوموس، وهو نفسه ابن خيتي نوموس الأول، جده هو خيتي ايي الثاني. بعد وفاة تيف ايبي، تم تثبيت خيتي الثاني باعتباره نوموس. كان يدين بالولاء للأسرة العاشرة حتى مات. ربما مات قبل سقوط أسيوط التي اسقطها منتوحتب الثاني من فراعنة الأسرة الحادي عشر، مقبرته في أسيوط تحمل (رقم IV)، وهي أفضل حال من قبور أقاربه، التي دمرت، وهو الوحيد الذي ذكر بالأسم الملكي، وقد حفر عدة مرات منذ أواخر القرن التاسع عشر، وكان أخرها في 2003-2006.

## قائمة ملوك الأسرة العاشرة
| الاسم       | ملاحظات                     |
| ----------- | --------------------------- |
| خيتي الثاني |                             |
| رع خيتي     | هو الملك (سي)               |
| خيتي السادس | رابع ملوك الأسرة            |
| خيتي السابع | خامس ملوك الأسرة            |
| خيتي الخامس | 2130 - ؟                    |
| خيتي الرابع | الملك الأخير من ملوك الأسرة |

## مقالات ذات صلة
- الأسرة المصرية العاشرة
- قدماء المصريين
- قائمة الفراعنة